# 目白駅
目白駅（めじろえき）は、東京都豊島区目白三丁目にある、東日本旅客鉄道（JR東日本）山手線の駅である。
当駅には山手線電車のみが停車し、山手貨物線を走行する埼京線・湘南新宿ラインやその他の列車は通過する。また、特定都区市内制度における「東京都区内」および「東京山手線内」に属している。当駅は「東京山手線内」のJR駅で、中心駅（運賃計算上の基準駅）である東京駅から最も遠い（最短経路である上野・池袋経由で13.5 km、中央本線以南では恵比寿駅が品川・大崎経由で12.4 kmと最遠）。駅番号はJY 14。
山手線の単独駅は当駅と新大久保駅のみである。

## 歴史
日本鉄道の第一区線第一部 の敷設にあたり設置された。地元および清戸道（現・目白通り）沿道の各村からたびたび設置請願があり、その通り清戸道に接して設置されている。駅舎の竣工が遅れたため路線の開業から半月遅れで開業したが、駅開業4日前になっても敷地の買収が完了していないことを示す史料があり、買収手続きが遅れていたことが理由と思われる。その後、当駅と田端駅を短絡する豊島線 が計画されるが、当駅は地形から将来的な拡張に支障が予想されたため池袋駅を設けて接続するように変更された。この際には、目白駅近辺の住民から豊島線敷設への反対もあったとされている。

### 年表

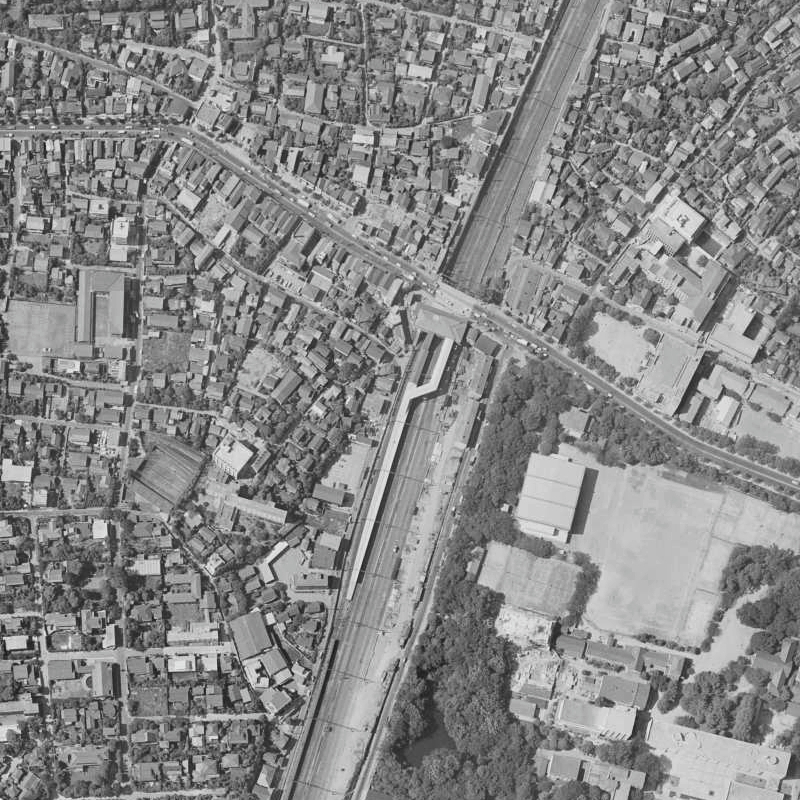
目白駅周辺の白黒空中写真（1963年6月26日撮影）

- 1885年（明治18年）3月16日：日本鉄道の駅として開業[12][1]。
- 1903年（明治36年）：貨物の取扱を開始[1][13]。
- 1906年（明治39年）11月1日：鉄道国有法により国有化。
- 1909年（明治42年）10月12日：線路名称制定により山手線の所属となる。
- 1922年（大正11年）：駅舎改築[5]。全国初の橋上駅舎となる。
- 1928年（昭和3年）8月12日：駅舎改築[5]。
- 1962年（昭和37年）8月16日：駅舎改良工事竣工[5]。
- 1973年（昭和48年）
  - 7月11日：みどりの窓口が営業を開始[14]。
  - 9月20日：貨物の取扱を廃止[1][13]。
- 1984年（昭和59年）2月1日：荷物扱い廃止[1]。
- 1987年（昭和62年）
  - 4月1日：国鉄分割民営化に伴い、東日本旅客鉄道（JR東日本）の駅となる[1]。
  - 7月1日：原宿駅とともにホームの全面禁煙を試行（1994年9月まで[注 3]）[16]。
- 1991年（平成3年）2月2日：自動改札機を設置し、供用開始[17]。
- 2000年（平成12年）7月29日：現在の駅舎へ改築。
- 2001年（平成13年）11月18日：ICカード「Suica」の利用が可能となる[広報 1]。
- 2010年（平成22年）6月23日：東京都内としては国鉄・JRを通して史上初の女性駅長が四ツ谷駅と共に着任[18]。
- 2014年（平成26年）11月14日：みどりの窓口の営業を終了。
- 2017年（平成29年）5月15日：業務委託化[2]。

## 駅構造
JR東日本ステーションサービスが駅業務を受託している池袋駅管理の業務委託駅。お客さまサポートコールシステムが導入されており、早朝はインターホンによる案内となる。島式ホーム1面2線の地上駅。日本で初めて橋上駅舎を採用した駅としても知られる。出口は目白通りに1か所ある。池袋寄りにエレベーターとエスカレーターが設置された。2009年に、市ケ谷駅とともにJR東日本の駅で初めてLEDライト型の案内サインが設置された。
駅構内にはNewDaysMINIやカフェ デンマルク、クイーンズウェイなどがあり、カートによる販売なども行われている。駅正面および隣接する公衆トイレの壁面には、ステンドグラスが使用されている。
かつて駅の東側には目白貨物駅があり、貨物用側線、引き上げ線、貨物用ホームが設置されていた。1979年（昭和54年）の貨物駅廃止後、跡地はJR東日本ホテルメッツ目白、賃貸住宅「アーバンハイツ目白駅前」などが建設された。

### のりば
| 番線 | 路線   | 方向   | 行先                 |
| ---- | ------ | ------ | -------------------- |
| 1    | 山手線 | 内回り | 新宿・渋谷・品川方面 |
| 2    | 山手線 | 外回り | 池袋・上野・東京方面 |

（出典：JR東日本:駅構内図）

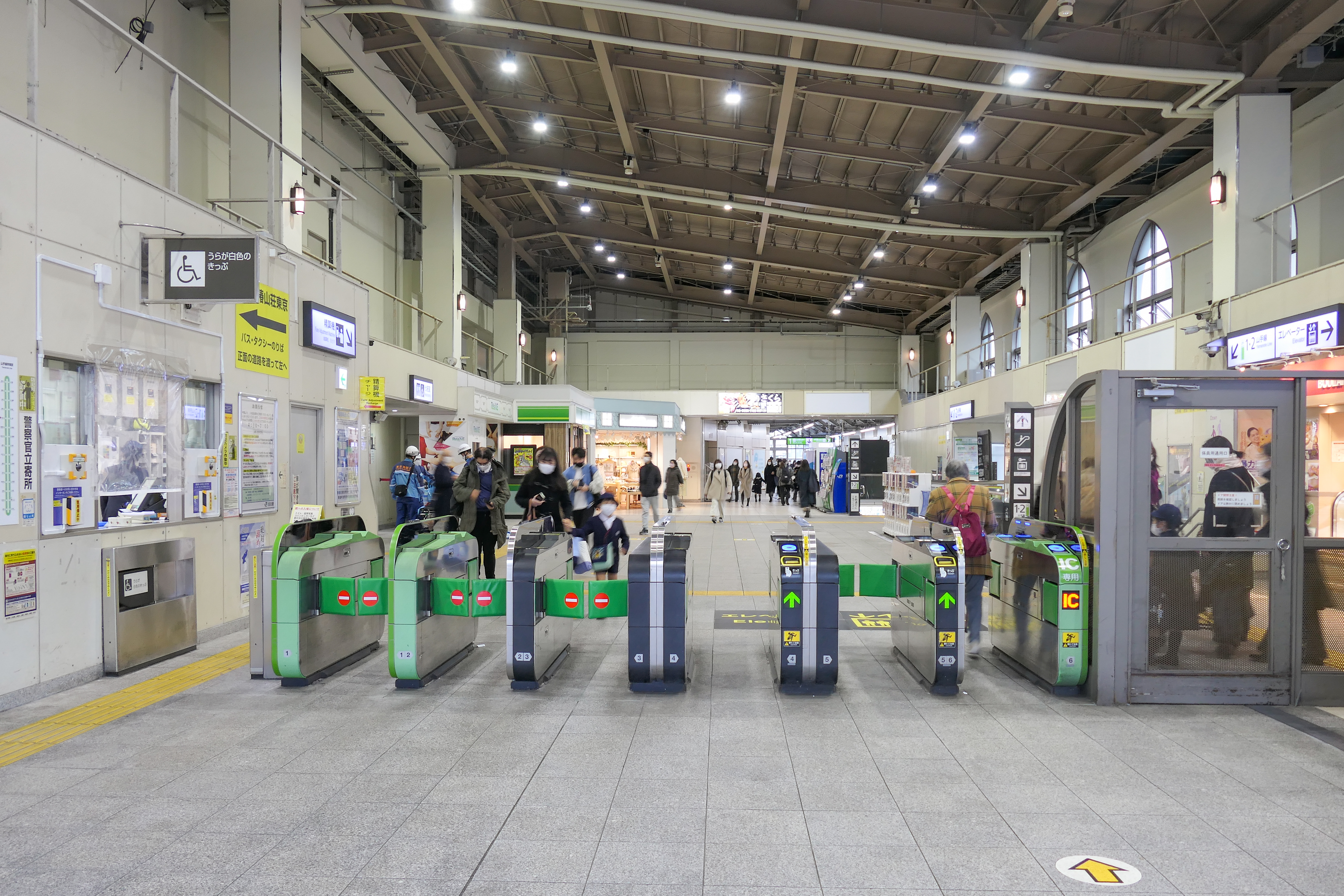
改札口（2022年12月）
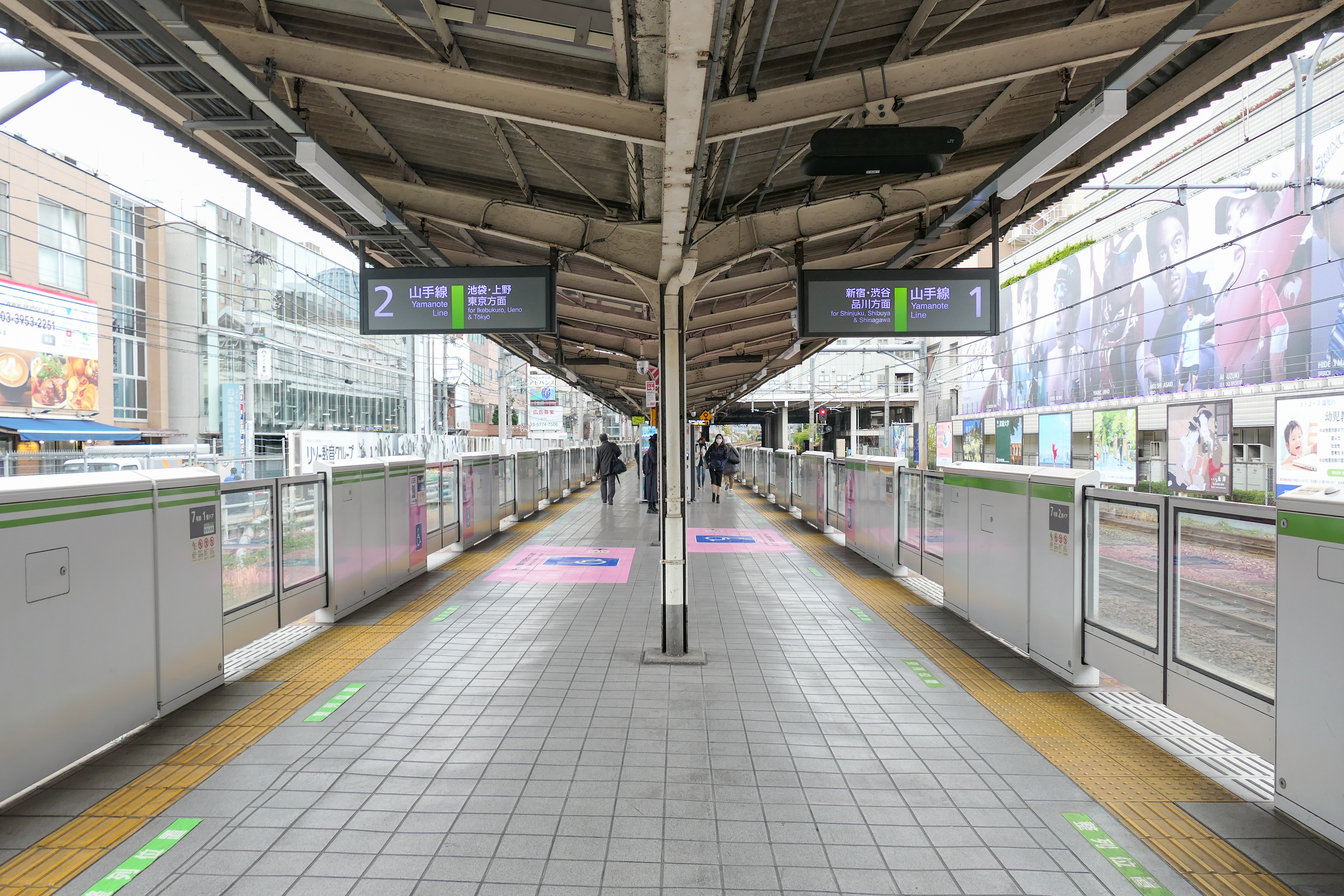
ホーム（2022年12月）

## 利用状況
2022年度（令和5年度）の1日平均乗車人員は32,873人である。山手線内の駅では高輪ゲートウェイ駅・鶯谷駅に次いで3番目に利用客が少ないが、当駅周辺は後述に述べる学校があることから、朝ラッシュ時と下校時間帯には学生の利用客も多い。
1990年度（平成2年度）以降の1日平均乗車人員の推移は下記の通り。
| 年度               | 1日平均 乗車人員 | 出典     |
| ------------------ | ---------------- | -------- |
| 1990年（平成02年） | 42,767           | [ * 1 ]  |
| 1991年（平成03年） | 42,975           | [ * 2 ]  |
| 1992年（平成04年） | 43,890           | [ * 3 ]  |
| 1993年（平成05年） | 43,981           | [ * 4 ]  |
| 1994年（平成06年） | 43,518           | [ * 5 ]  |
| 1995年（平成07年） | 43,235           | [ * 6 ]  |
| 1996年（平成08年） | 43,510           | [ * 7 ]  |
| 1997年（平成09年） | 43,345           | [ * 8 ]  |
| 1998年（平成10年） | 42,616           | [ * 9 ]  |
| 1999年（平成11年） | 41,640           | [ * 10 ] |
| 2000年（平成12年） | 39,505           | [ * 11 ] |
| 2001年（平成13年） | 39,354           | [ * 12 ] |
| 2002年（平成14年） | 39,151           | [ * 13 ] |
| 2003年（平成15年） | 39,143           | [ * 14 ] |
| 2004年（平成16年） | 39,168           | [ * 15 ] |
| 2005年（平成17年） | 39,065           | [ * 16 ] |
| 2006年（平成18年） | 39,441           | [ * 17 ] |
| 2007年（平成19年） | 40,472           | [ * 18 ] |
| 2008年（平成20年） | 39,282           | [ * 19 ] |
| 2009年（平成21年） | 38,218           | [ * 20 ] |
| 2010年（平成22年） | 37,568           | [ * 21 ] |
| 2011年（平成23年） | 37,355           | [ * 22 ] |
| 2012年（平成24年） | 37,684           | [ * 23 ] |
| 2013年（平成25年） | 37,932           | [ * 24 ] |
| 2014年（平成26年） | 37,190           | [ * 25 ] |
| 2015年（平成27年） | 38,008           | [ * 26 ] |
| 2016年（平成28年） | 37,939           | [ * 27 ] |
| 2017年（平成29年） | 38,179           | [ * 28 ] |
| 2018年（平成30年） | 38,190           | [ * 29 ] |
| 2019年（令和元年） | 37,536           | [ * 30 ] |
| 2020年（令和02年） | 21,536           |          |
| 2021年（令和03年） | 26,325           |          |
| 2022年（令和04年） | 30,840           |          |
| 2023年（令和05年） | 32,873           |          |

## 駅周辺

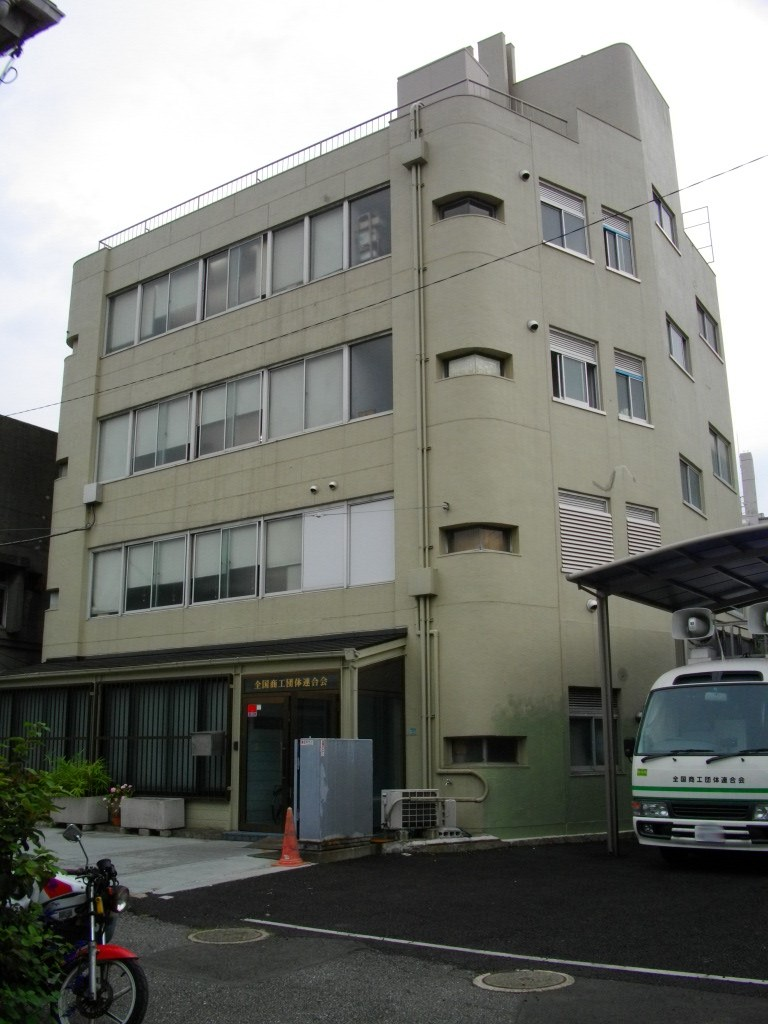
全国商工団体連合会

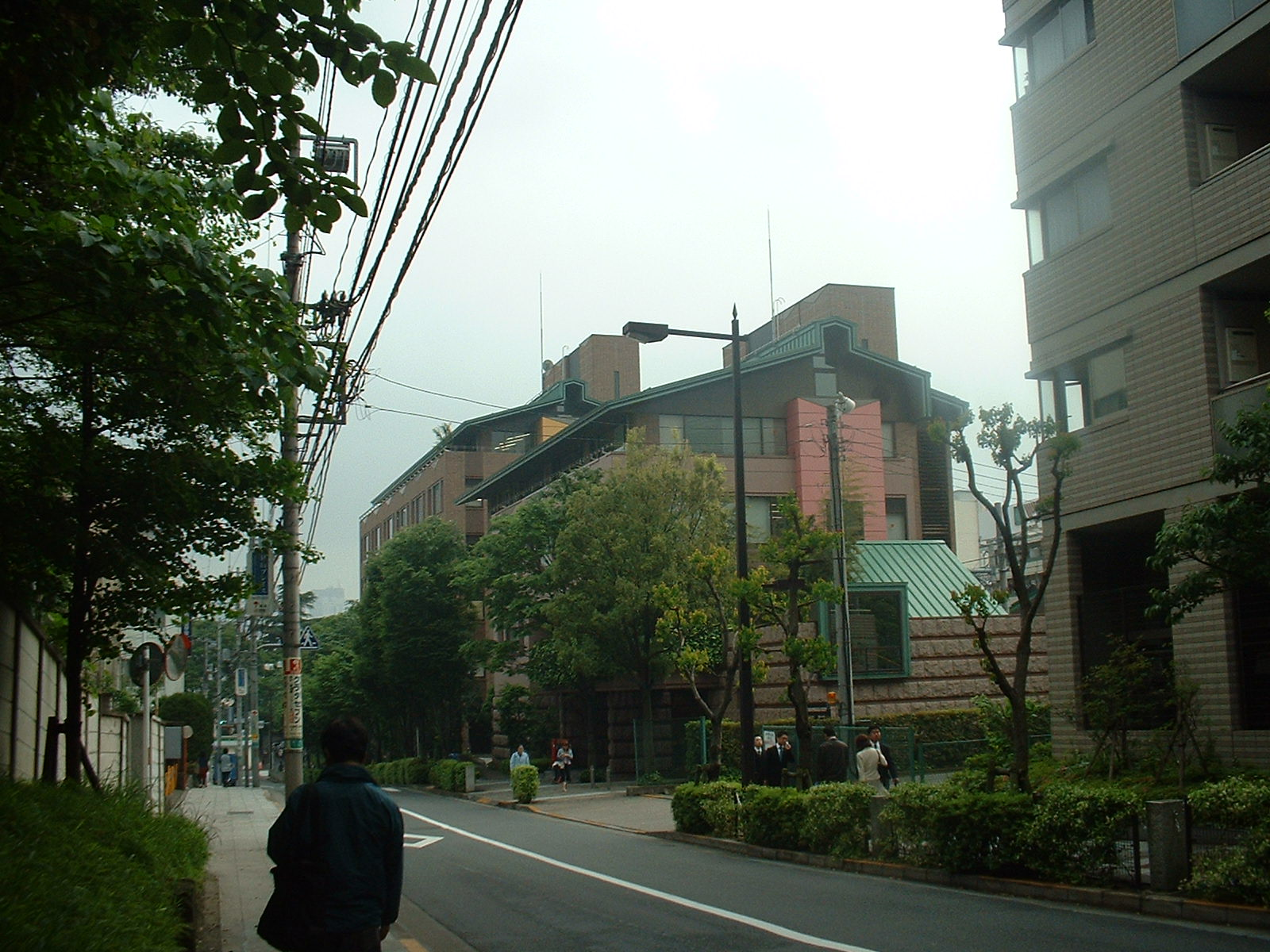
切手の博物館

駅改札口は1箇所のみであり、東西方向に走る 目白通り（東京都道8号千代田練馬田無線）に直結している。駅のすぐ東側が学習院大学、学習院中・高等科である。
駅周辺には、その他にも日本女子大学、川村中学校・高等学校、目白デザイン専門学校、日本外国語専門学校、東京教育専門学校、赤堀栄養専門学校などが立地し、学生・生徒の乗降客が多い。また和敬塾という学生寮の最寄駅でもある。近隣には尾張徳川家の子孫が収集した史料がある徳川林政史研究所がある。
現在の「JR東日本ホテルメッツ目白」の辺りにはかつて山手貨物線（埼京線・湘南新宿ライン）の貨物集配所があったが、貨物輸送の減少とともに廃止・撤去された。
1970年代以前は、この集配所下には学習院方面からの湧水が湧き出、側溝が学習院下に向かっていた。
- 全国商工団体連合会
- デサント東京オフィス -直営店「Sports D310」も併設。
- 警視庁目白警察署
- 新宿下落合三郵便局
- 豊島区立目白小学校
- 切手の博物館
- 目白聖公会
- 新目白通り（東京都道8号千代田練馬田無線支線）
- 目白不動（五色不動の一つ）
- リッチモンドホテル東京目白
- JR東日本ホテルメッツ目白 - 事前予約をすることで、駅ナカシェアオフィス「STATION WORK」が利用可能[20]。
- トラッド目白 - 目白コマースビル（かつて存在した5階建て商業ビル。2013年解体）の跡地に2014年開業した4階建て商業ビル[21][22]。
- 鬼子母神前停留場（都電荒川線）[注 4]
- 雑司が谷駅（東京メトロ副都心線）[注 4]

## バス路線
駅前に位置する目白駅前・目白駅停留所のほか、約100メートル東側に目白駅前（川村学園）停留所が設けられている。
| 運行事業者           | 系統・行先                                                                                                   | 備考                         |
| 目白駅前             | 目白駅前 | 目白駅前                     |
| -------------------- | --- | ---------------------------- |
| 都営バス             | - 白61：新宿駅西口・山吹町 / 練馬車庫前・練馬駅 - 池65：池袋駅東口 / 練馬車庫前・江古田二丁目 - 練68：練馬駅 | 「練68」は平日のみ運行       |
| 目白駅               | |                              |
| 西武バス             | 宿20：西武百貨店前（池袋駅東口） / 新宿駅西口                                                                | 平日朝のみ運行               |
| 目白駅前（川村学園） | |                              |
| 都営バス             | - 白61：新宿駅西口・ホテル椿山荘東京・山吹町 - 学05：日本女子大前（循環）                                    | 「学05」は平日・土曜のみ運行 |

## 隣の駅
東日本旅客鉄道（JR東日本）
 山手線
高田馬場駅 (JY 15) - 目白駅 (JY 14) - 池袋駅 (JY 13)

### 記事本文